# Stagmomantis fraterna
Stagmomantis fraterna es una especie de mantis de la familia Mantidae.

## Distribución geográfica
Se encuentra en Belice, El Salvador, Guatemala, Honduras y México.